# ثابت معدل التصفية
يوجد عاملان يمكنهما زيادة أو انقاص تركيز الهرمون في الدم . أحدهما هو سرعة إفراز الهرمون في الدم، أما الثاني فهو سرعة إزالة الهرمون من الدم ؛ و الذي يسمى سرعة التصفية الاستقلابية metabolic clearance rate ؛ و بناءا على ذلك يتغير قياس تركيز الهرمونات في الدم وقياس سرعة إفراز الهرمون .
و يعبر عن ذلك بعدد المليلترات من البلازما التي تصفى من الهرمون في الدقيقة الواحدة .
و لحساب سرعة التصفية هذه يجرى القياسان التاليان :
1. سرعة زوال الهرمون من البلازما في الدقيقة الواحدة .
2. تركيز الهرمون في كل مليلتر من البلازما .
و عندئذ يمكن حساب سرعة التصفية الاستقلابية بالصيغة التالية :
سرعة التصفية الاستقلابية = سرعة زوال الهرمون من البلازما / تركيز الهرمون في كل مليلتر من البلازما
و الطريقة الاعتيادية للقيام بهذا القياس هي الآتية :
يوسم محلول منقى من الهرمون الذي يقاس بمادة مشعة ، و من ثم يسرب الهرمون المشع بسرعة ثابتة إلى مجرى الدم إلى أن يصبح تركيز المادة المشعة في البلازما ثابتا . و من الواضح أنه عند هذه السرعة تصبح سرعة زوال الهرمون المشع من البلازما مساوية لسرعة تسريبه إليها . فيعطي ذلك سرعة زوال الهرمون .
و في نفس الوقت يقاس تركيز الهرمون المشع في البلازما باستعمال طريقة التعداد المعياري المشع . و عندئذ تحسب سرعة التصفية الاستقلابية بالصيغة التي ذكرت أعلاه .
و تصفى الهرمونات من البلازما بعدة طرق ؛ و تشمل :
- التدمير الاستقلابي في الأنسجة .
- الترابط مع الأنسجة .
- الإفراغ من الكبد إلى العصارة الصفراوية .
- الإفراغ من الكليتين إلى البول .

و يسبب نقص سرعة التصفية الاستقلابية لبعض الهرمونات في الغالب تركيزا عاليا جدا للهرمون في السوائل الدورانية بالجسم ؛ فمثلا يحصل ذلك للعديد من الهرمونات الستيرويدية عندما يمرض الكبد لأن هذه الهرمونات يتم استقلابها بصور رئيسية في الكبد وتصفى بعد ذلك في العصارة الصفراوية .

## وصلات خارجية
Also, for clearance via bile please see: Estimation of Biliary Excretion of Foreign Compounds Using Properties of Molecular Structure. 2014. Sharifi M., Ghafourian T. AAPS J. 16(1) 65-78.